# Dwars door het Hageland
Dwars door het Hageland (Deutsch: Quer durch Hageland) ist ein belgisches Straßenradrennen, das in Flämisch-Brabant stattfindet. Dieses Eintagesrennen beginnt in Aarschot und hat etwa eine Länge von 190 km. Seit 2016 beinhaltet es einige Abschnitte über Schotterwege, aber auch Kopfsteinpflasterpassagen wie bei Paris-Roubaix in Frankreich und einige Hellingen, kurze steile Hügel, wie bei der Flandern-Rundfahrt. Ebenfalls seit 2016 ist das Ziel auf der Zitadelle von Diest, die über den Allerheiligenberg, eine Steigung auf Kopfsteinpflaster, angefahren wird.
2001 wurde das Rennen erstmals veranstaltet. In den Jahren 2004 und 2005 sowie von 2013 bis 2015 wurde das Radrennen nicht ausgetragen. Von 2001 bis 2009 gehörte es dem nationalen Radsportkalender in Belgien an. 2010 wurde das Rennen in die UCI Europe Tour aufgenommen und wurde dort in die Kategorie 1.2 eingestuft. 2016, bei der Neuauflage des Rennens, war es Teil des Napoleon Games Cycling Cups und bei der UCI Europe Tour in die Kategorie 1.1 hochgestuft. 2021 wurde das Rennen erstmals auch für Frauen ausgerichtet.

## Palmarès

### Männer
| Jahr                        | Sieger               | Zweiter             | Dritter               |
| --------------------------- | -------------------- | ------------------- | --------------------- |
| 2001                        | Jan Claes            | Wesley Bellen       | Sandro Bijnen         |
| 2002                        | Frank Verjans        | Wouter Van Mechelen | Niels Hammers         |
| 2003                        | Gordon McCauley      | Andy Vanhoudt       | Kurt Wouters          |
| 2004–2005: keine Austragung |                      |                     |                       |
| 2006                        | Gediminas Bagdonas   | Nico Kuypers        | Simas Kondrotas       |
| 2007                        | Dave Bruylandts      | Nico Kuypers        | Kurt Van Goidsenhoven |
| 2008                        | Bert Scheirlinckx    | Lieuwe Westra       | Nico Sijmens          |
| 2009                        | Geert Omloop         | Benny De Schrooder  | Benjamin Gourgue      |
| 2010                        | Frédéric Amorison    | Stijn Steels        | Michael Tronborg      |
| 2011                        | Grégory Habeaux      | Huub Duyn           | Christian Jørgensen   |
| 2012                        | Timothy Stevens      | Davy Commeyne       | Niko Eeckhout         |
| 2013–2015: keine Austragung |                      |                     |                       |
| 2016                        | Niki Terpstra        | Wout van Aert       | Florian Sénéchal      |
| 2017                        | Mathieu van der Poel | Taco van der Hoorn  | Wout van Aert         |
| 2018                        | Krists Neilands      | Elia Viviani        | Gianni Vermeersch     |
| 2019                        | Kenneth Vanbilsen    | Niki Terpstra       | Quinten Hermans       |
| 2020                        | Jonas Rickaert       | Nils Eekhoff        | Gianni Vermeersch     |
| 2021                        | Rasmus Tiller        | Danny van Poppel    | Yves Lampaert         |
| 2022                        | Oscar Riesebeek      | Gianni Vermeersch   | Florian Sénéchal      |
| 2023                        | Rasmus Tiller        | Stan Van Tricht     | Florian Vermeersch    |
| 2024                        | Gianni Vermeersch    | Jonas Abrahamsen    | Hartthijs de Vries    |

### Frauen
| Jahr | Sieger                      | Zweiter                 | Dritter          |
| ---- | --------------------------- | ----------------------- | ---------------- |
| 2021 | Chantal van den Broek-Blaak | Christine Majerus       | Lorena Wiebes    |
| 2022 | Ilaria Sanguineti           | Christina Schweinberger | Femke Markus     |
| 2023 | Lotte Kopecky               | Christina Schweinberger | Pfeiffer Georgi  |
| 2024 | Lucinda Brand               | Karlijn Swinkels        | Mischa Bredewold |
| 2025 |                             |                         |                  |